# 兴华镇 (洛宁县)
兴华镇，是中华人民共和国河南省洛陽市洛宁县下辖的一个乡镇级行政单位。

## 行政区划
兴华镇下辖以下地区：
兴华村、西南村、新庄村、毛原村、烟洞村、旺洼村、瓦杂庙村、长命沟村、薛岭村、夏前村、袁洼村、杨峪河村、北岭村、董寺村、高洼坪村、沟口村、程家岭村、麦张沟村、瓦庙村、沟门村、窑子头村、北寨后村、程窑村、潘村和西坡村。